# Anton Donkor
Anton-Leander Donkor (Gottinga, 11 novembre 1997) è un calciatore tedesco, difensore dello Schalke 04.

## Biografia
È nato in Germania da padre ghanese e madre tedesca.

## Caratteristiche tecniche
È un terzino sinistro.

## Carriera

### Club
Donkor è cresciuto nel settore giovanile del Wolfsburg, dove ha debuttato con la squadra riserve il 27 agosto 2016 nell'incontro di Regionalliga pareggiato 2-2 contro il St. Pauli II. Nel gennaio del 2017 è passato in prestito all'Everton fino a fine stagione, dove ha giocato con la formazione Under-23. In seguito il prestito è stato prorogato di altri sei mesi, al termine dei quali ha fatto rientro in Germania dove ha trascorso la seconda parte di stagione con le riserve dei biancoverdi. Il 3 luglio 2018 è passato in prestito per una stagione all'Hansa Rostock in 3. Liga.
Il 12 luglio 2019 ha firmato un biennale con il Carl Zeiss Jena ma dopo un solo anno ha cambiato nuovamente casacca passando al Waldhof Mannheim. Con i nerazzurri ha trascorso due stagioni da titolare in terza divisione, collezionando 65 presenze e segnando 4 reti.
L'8 giugno 2022 è stato acquistato dall'Eintracht Braunschweig con cui ha debuttato in 2. Bundesliga il 17 luglio nella partita persa 2-0 contro l'Amburgo. Divenuto subito titolare, ha segnato il suo primo gol nel campionato cadetto tedesco il 20 agosto seguente contro il Fortuna Düsseldorf.
Il 14 maggio 2024 ha firmato un contratto triennale con lo Schalke 04.

### Nazionale
Ha giocato con le nazionali giovanili tedesche Under-18 ed Under-20.

## Statistiche

### Presenze e reti nei club
Statistiche aggiornate al 22 dicembre 2024.
| Stagione                      | Squadra                       | Campionato                    | Campionato | Campionato | Coppe nazionali | Coppe nazionali | Coppe nazionali | Coppe continentali | Coppe continentali | Coppe continentali | Altre coppe | Altre coppe | Altre coppe | Totale | Totale | Totale |
| Stagione                      | Squadra                       | Comp                          | Pres       | Reti       | Comp            | Pres            | Reti            | Comp               | Pres               | Reti               | Comp        | Pres        | Reti        | Pres   | Reti   |        |
| ----------------------------- | ----------------------------- | ----------------------------- | ---------- | ---------- | --------------- | --------------- | --------------- | ------------------ | ------------------ | ------------------ | ----------- | ----------- | ----------- | ------ | ------ | ------ |
| 2016-2017                     | Wolfsburg II                  | RL                            | 12         | 1          | -               | -               | -               | -                  | -                  | -                  | -           | -           | -           | 12     | 1      |        |
| gen.-giu. 2018                | Wolfsburg II                  | RL                            | 6          | 0          | -               | -               | -               | -                  | -                  | -                  | -           | -           | -           | 6      | 0      |        |
| Totale Wolfsburg II           | Totale Wolfsburg II           | Totale Wolfsburg II           | 18         | 1          |                 | -               | -               |                    | -                  | -                  |             | -           | -           | 18     | 1      |        |
| 2018-2019                     | Hansa Rostock II              | OL                            | 5          | 3          | -               | -               | -               | -                  | -                  | -                  | -           | -           | -           | 5      | 3      |        |
| 2018-2019                     | Hansa Rostock                 | 3L                            | 9          | 1          | CG              | 1               | 0               | -                  | -                  | -                  | -           | -           | -           | 10     | 1      |        |
| 2019-2020                     | Carl Zeiss Jena               | 3L                            | 29         | 2          | CG              | 0               | 0               | -                  | -                  | -                  | -           | -           | -           | 29     | 2      |        |
| 2020-2021                     | Waldhof Mannheim              | 3L                            | 32         | 4          | CG              | 1               | 0               | -                  | -                  | -                  | -           | -           | -           | 33     | 4      |        |
| 2021-2022                     | Waldhof Mannheim              | 3L                            | 33         | 0          | CG              | 2               | 0               | -                  | -                  | -                  | -           | -           | -           | 35     | 0      |        |
| Totale Waldhof Mannheim       | Totale Waldhof Mannheim       | Totale Waldhof Mannheim       | 65         | 4          |                 | 3               | 0               |                    | -                  | -                  |             | -           | -           | 68     | 4      |        |
| 2022-2023                     | Eintracht Braunschweig        | 2L                            | 32         | 3          | CG              | 2               | 0               | -                  | -                  | -                  | -           | -           | -           | 34     | 3      |        |
| 2023-2024                     | Eintracht Braunschweig        | 2L                            | 33         | 2          | CG              | 1               | 0               | -                  | -                  | -                  | -           | -           | -           | 34     | 2      |        |
| Totale Eintracht Braunschweig | Totale Eintracht Braunschweig | Totale Eintracht Braunschweig | 65         | 5          |                 | 3               | 0               |                    | -                  | -                  |             | -           | -           | 68     | 5      |        |
| 2024-2025                     | Schalke 04                    | 2L                            | 13         | 0          | CG              | 2               | 0               | -                  | -                  | -                  | -           | -           | -           | 15     | 0      |        |
| Totale carriera               | Totale carriera               | Totale carriera               | 204        | 16         |                 | 9               | 0               |                    | -                  | -                  |             | -           | -           | 213    | 16     |        |